# Saus, Camallera i Llampaies
Saus, Camallera i Llampaies – gmina w Hiszpanii, w prowincji Girona, w Katalonii, o powierzchni 11,51 km². W 2011 roku gmina liczyła 807 mieszkańców.